# Хаустов, Валентин Алексеевич
Валентин Алексеевич Хаустов (21 августа 1936, Коломна — 3 января 2011, там же) — советский и российский конструктор вооружений.

## Биография
Окончил МЭИ (1960).
С 1960 по 2011 инженер, старший инженер, начальник лаборатории анализа, заместитель начальника научно-теоретического бюро, начальник отдела, начальник научно-теоретического отделения, начальник отделения, заместитель начальника отдела, главный специалист Конструкторского бюро машиностроения (КБМ).
Участвовал в разработке противотанковых ракетных комплексов «Малютка», «Малютка-П», «Штурм-СМ», «Штурм-В», переносных зенитных ракетных комплексов «Стрела-2», «Стрела-2М», «Игла-1», тактических ракетных комплексов «Точка» и «Точка-У», оперативно-тактического ракетного комплекса «Ока».
Автор 16 изобретений.

## Награды и звания
Лауреат Государственной премии СССР (1972), лауреат премии Ленинского комсомола (1970).
Награждён орденами Трудового Красного Знамени (1971), Ленина (1987).